# Marco Antonio Suástegui Muñoz
Marco Antonio Suástegui Muñoz (* um 1976; † 25. April 2025 in Acapulco, Guerrero) war ein mexikanischer Umweltschützer und Bürgerrechtler. Er setzte sich über zwei Jahrzehnte hinweg insbesondere im Widerstand gegen das Staudammprojekt La Parota im Bundesstaat Guerrero und für die Rechte ländlicher Gemeinschaften ein.

## Leben und Wirken
Suástegui stammte aus dem Dorf Cacahuatepec in Guerrero. Seit seiner Jugend setzte er sich für die Rechte der ländlichen Bevölkerung ein, die durch Großprojekte wie den geplanten Staudamm La Parota bedroht wurde. Suástegui war Sprecher und führendes Mitglied des Consejo de Ejidos y Comunidades Opositoras a la Presa La Parota (CECOP), einer Organisation, die sich gegen den Bau des Wasserkraftwerks La Parota am Río Papagayo einsetzte. Der geplante Staudamm hätte zur Überflutung von etwa 17.000 Hektar landwirtschaftlicher Nutzfläche geführt und etwa 25.000 Menschen zur Umsiedlung gezwungen. Mit Blockaden, Öffentlichkeitsarbeit und juristischen Schritten gelang dem CECOP unter seiner Mitwirkung und bis zu seinem Tod die Verhinderung des Projektes. Suástegui arbeitete dabei sowohl mit lokalen Gemeinden als auch Behörden und den Vereinten Nationen zusammen.
Am 17. Juni 2014 wurde Suástegui in Acapulco von Ermittlungsbeamten der Staatsanwaltschaft von Guerrero verhaftet und während des Transports misshandelt. Anschließend wurde er ohne ersichtliche rechtliche Grundlage in ein 1000 Kilometer entferntes Hochsicherheitsgefängnis in Tepic, Nayarit verlegt, was ihm den Zugang zu Rechtsbeistand und Familie erschwerte. Die Anklagen gegen ihn – wegen angeblichen Raubes und versuchten Mordes – galten Menschenrechtsorganisationen zufolge als politisch motiviert, um den Widerstand gegen das Staudammprojekt zu brechen.
Im August 2021 verschwand sein Bruder Vicente Suástegui Muñoz, ebenfalls Aktivist bei CECOP; Marco Antonio setzte sich seitdem auch für die Suche nach Verschwundenen ein.
Neben dem Widerstand gegen La Parota setzte er sich in seinen letzten Jahren zudem gegen die Privatisierung von Stränden in Acapulco und gegen Umweltverbrechen ein. Aufgrund seines Einsatzes war er ständigen Bedrohungen, willkürlichen Verhaftungen und juristischen Schikanen ausgesetzt. Er befand sich, nachdem er wiederholt Morddrohungen erhalten hatte, zuletzt in einem staatlichen Schutzprogramm.
Am 18. April 2025 wurde Marco Antonio Suástegui beim Verlassen der Strandzone Playa Icacos in Acapulco von einem Unbekannten angeschossen. Trotz intensiver medizinischer Bemühungen erlag er acht Tage später seinen Verletzungen in einem Krankenhaus in Acapulco. Er wurde am darauffolgenden Sonntag in seinem Heimatdorf Cacahuatepec beigesetzt.
Internationale Organisationen wie Amnesty International und das Tlachinollan Centro de Derechos Humanos de La Montaña würdigten seine jahrzehntelange Arbeit zum Schutz indigener und bäuerlicher Gemeinschaften und forderten eine umfassende Aufklärung seines Todes.